# Nashwan al-Himyari
Nashawān ibn Saʿīd al-Ḥimyarī (in arabo ﻧﺸﻮﺍﻥ ﺑﻦ ﺳﻌﻴﺪ ﺍﻟﺤﻤﻴﺭﻱ‎?; Ḥawt, ... – 1178) è stato un lessicografo arabo yemenita.
Yemenita nato a Ḥawt, presso Ṣanʿāʾ, fu Qaḍī di fede islamica e di madhhab zaydita e di orientamento mutazilita, fu attivo come mufassir (esegeta coranico) ma celebrato soprattutto per la sua opera di lessicografo, oltre che di storia, teologia e filosofia.
Si illustrò infatti particolarmente nel campo della lessicografia e di questo rimane buona testimonianza il suo lavoro Shams al-ʿulūm wa dawāʾ kalām al-ʿArab min al-kulūm (Il sole delle scienze e il rimedio per i danni della lingua araba), ricchissimo di utili informazioni.